# Canon EOS 5D
Aucun 5D Mark II
Le Canon EOS 5D est un appareil photographique reflex numérique mono-objectif à capteur de format 24 × 36  de 12,8 mégapixels. 
Le Canon EOS 5D est annoncé le 22 août 2005. Il occupe une niche supérieure à l'EOS 30D et inférieure à l'EOS 1D Mark II N dans la gamme des reflex numériques tant sur le prix que sur la qualité. Néanmoins, les EOS 20D et EOS 30D lui sont supérieurs sur certains points, comme sur le nombre maximum de prises de vue par seconde (rafale).
L'EOS 5D est le premier reflex numérique plein format avec un boîtier de taille standard (par opposition aux boîtiers de style professionnel, plus lourds et plus gros). Il est aussi le premier reflex plein format vendu à moins de 3 000 $ ; à l'époque de son lancement, le seul appareil capable de rivaliser, la série Canon 1Ds, coûtait plus du double.
Couplé avec les objectifs à grande ouverture disponibles chez Canon (notamment les 24 mm f/1.4, 35 mm f/1.4, 50 mm f/1.2, 85 mm f/1.2, etc.), il offre de bonnes possibilités pour la photographie en lumière naturelle ; sa taille modérée (en comparaison de la série des 1D) en fait un bon appareil pour les reportages.
Il a été remplacé par le Canon EOS 5D Mark II.

## Caractéristiques
- Boîtier : Reflex numérique en alliage de magnésium/polycarbonate à objectifs interchangeables (monture EF) sauf EF-S
- Capteur : CMOS avec filtre couleur primaire (RVB) de 35,8 × 23,9 mm (35 mm)
- Processeur d'images : DIGIC II
- Définition : 12,3 millions de pixels. L'information de couleur est codée sur 12 bits.
- Ratio image : 3:2
- Taille de l'image : (LF) 4992 × 3328, (M1) 3600 × 2400, (M2) 3072 × 2048, (S) 2 496 × 1664, (RAW) 4992 × 3328
- Coefficient de conversion : 1× (égal à la focale d'origine de l'objectif monté)
- Viseur : Pentaprisme avec couverture d'image 96 % et correcteur dioptrique intégré de - 3 à + 1D
- Autofocus : 9 collimateurs AF (+ 6 collimateurs d'assistance AF)
- Mesure lumière : Mesure TTL à pleine ouverture sur 35 zones, évaluative couplée aux collimateurs AF, sélective 8 %, Spot centrée 3,5 % (moyenne à prédominance centrale), +/-3 IL par incréments d'1/2 ou d'1/3 (combinable avec le bracketing d'exposition automatique), mémorisation d’exposition
- Balance des blancs : Balance des blancs auto par le capteur + 1 réglage enregistrable
- Matrice couleur : sRGB et Adobe RVB
- Obturateur : 30 à 1/8000 s (par incréments d'1/3), pose longue (bulb) + Synchro-X maxi Flash 1/200 s
- Modes : Auto, programme, priorité à la vitesse, priorité à l'ouverture, manuel, personnalisé
- Motorisation : 3 images par seconde à une cadence maintenue sur 60 images en JPEG et 17 images en RAW
- Sensibilité : 100-1600 ISO (par incréments d'1/3), extensible à 50 ou 3 200 ISO
- Mesure flash : Flash auto E-TTL II, manuel, +/-2 IL par incréments d'1/3
- Affichage : Écran LCD TFT 2,5 pouces, environ 230 000 pixels, couverture 100 %
- Enregistrement : CompactFlash de type I et II (compatible avec les cartes Microdrive)
- Dimensions : 152 × 113 × 75 mm
- Poids : 810 g (boîtier uniquement)
- Alimentation : accumulateur lithium-ion rechargeable BP-511/BP-511A ou BP-512/BP-514
- Autonomie : Environ 800 déclenchements à température normale (20 °C)
- Batterie BG-E4 optionnelle, comprenant une poignée pour la tenue verticale, un déclencheur, une roue de contrôle, et contenant deux batteries Li-Ion ou des piles au format AA.

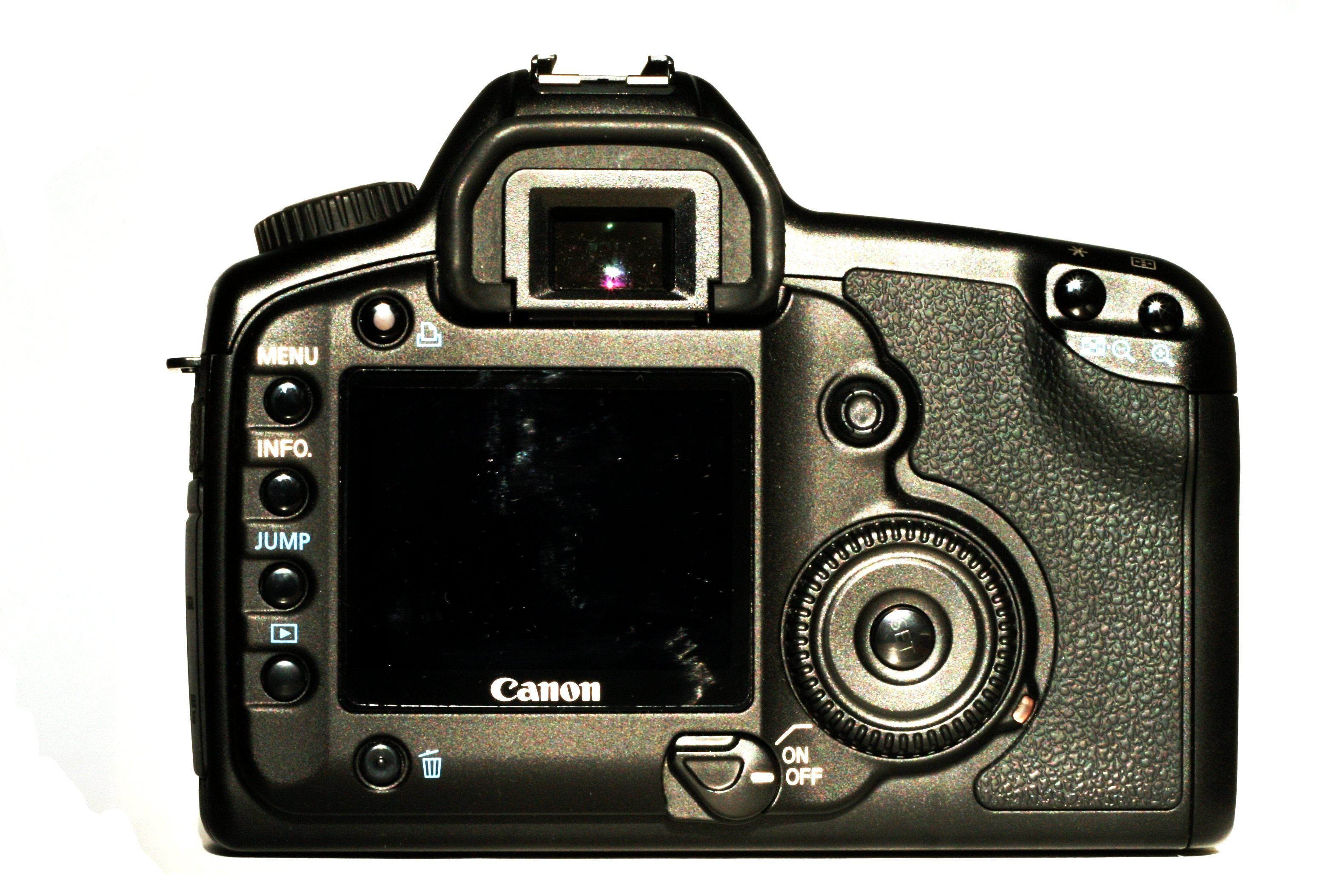
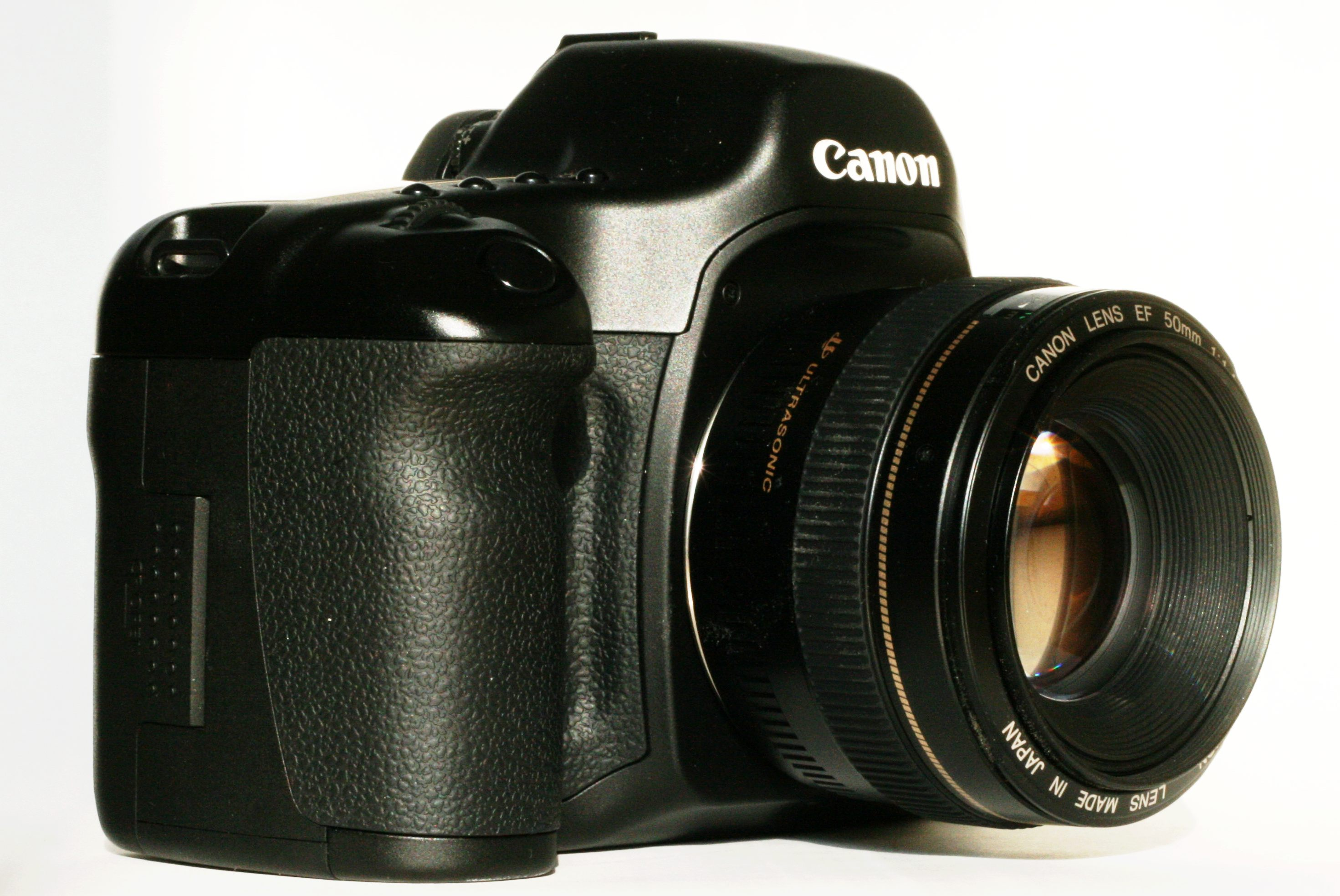
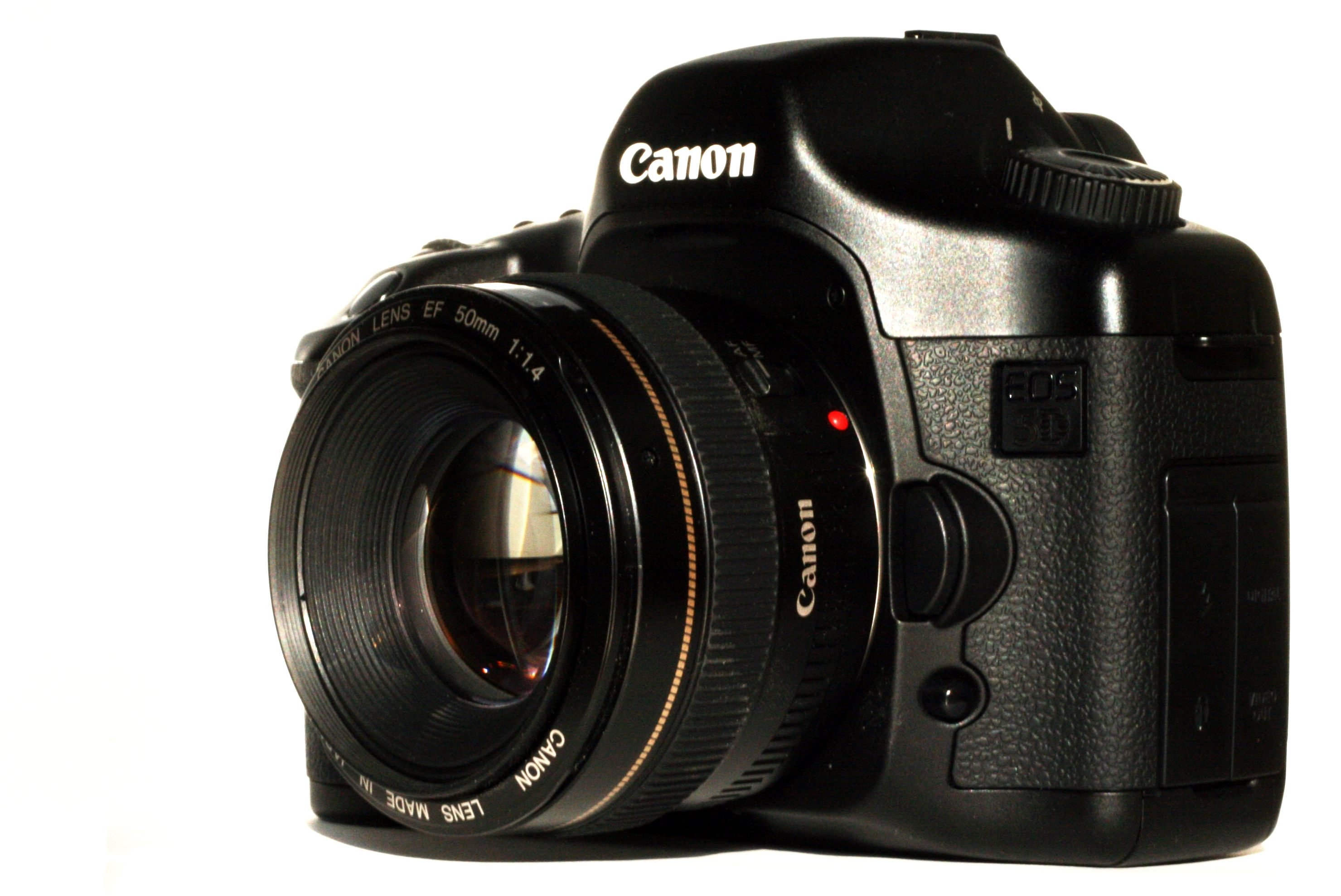

### Articles connexs
- Liste des produits Canon
- Boîtiers numériques de la gamme Canon EOS
- Monture Canon EF